# Mūza Rubackytė
Répertoire
Franz Liszt, Dmitri Chostakovitch, Ludwig van Beethoven, Domenico Scarlatti, Alexandre Scriabine
Mūza Rubackytė, née le 19 mai 1959 à Kaunas, est une pianiste lituanienne. Diplômée du Conservatoire de Moscou, elle connaît une carrière internationale importante à partir des années 1980. Elle se consacre tout particulièrement au répertoire lisztien et à la musique russe de la première moitié du XXe siècle.

## Biographie

### Formation et début de carrière
Issue d'une famille lituanienne de musiciens (son grand-père est chef d'orchestre), très tôt séparée de son père, lui-même chanteur d'opéra, Mūza Rubackytė est élevée par sa mère et sa tante toutes les deux pianistes, desquelles elle reçoit une éducation musicale très précoce. Enfant prodige, elle commence sa carrière de soliste à l'âge de sept ans en interprétant le Concerto en ré majeur de Joseph Haydn, à Vilnius, accompagné par l'Orchestre national de chambre de Lituanie.
Six ans plus tard, elle obtient le Premier prix du Concours des Jeunes artistes dans son pays. Elle intègre alors le Conservatoire Tchaïkovski de Moscou où elle reçoit notamment l'enseignement de Jacob Flière, Mikhail Voskressenski et Bella Davidovitch. Elle y termine ses études de troisième cycle avec les Premiers prix de piano, de musique de chambre et d’accompagnement et elle devient la plus jeune assistant-professeur du Conservatoire de Moscou. 
À Saint-Pétersbourg, elle est élue parmi les meilleurs musiciens de l'Union soviétique dans le cadre du fameux concours « All-Union » partagé avec Mikhaïl Pletnev. En 1981, elle est lauréate du Grand prix du Concours international de piano de Budapest Liszt-Bartok.
Alors en pleine ascension, sa carrière connaît une pause de plusieurs années : elle s'engage dans le mouvement d'indépendance de Lituanie vis-à-vis de l'URSS. Privée de passeport sur ordre du gouvernement central de Moscou, elle ne peut quitter l'Union Soviétique qu’en 1989, à la chute du mur de Berlin et à la fin du communisme soviétique. Elle s'installe alors en France, devenue sa « patrie d'adoption ».

### Parcours artistique depuis les années 1990
Résidente en France à partir de 1991, Mūza Rubackytė participe régulièrement à de nombreux festivals français tels que le festival de La Chaise Dieu, Hector Berlioz, Fêtes romantiques de Nohant, Sarlat, Bergerac, Piano à Riom, Piano Pic, Radio France Montpellier.
Elle poursuit une carrière internationale. Elle organise régulièrement des tournées aux quatre coins du monde, jouant dans les plus salles les plus réputées : le Théâtre des Champs-Élysées et l'Opéra-Bastille à Paris, le Wigmore Hall à Londres, l'Opéra de Santiago, le Concertgebouw d’Amsterdam, l'Opéra du Caire… À la suite de ses débuts aux Concertgebow d'Amsterdam en 2004, elle fait la couverture du magazine de référence international, Piano World.
Parallèlement à ses activités de concertiste, Mûza Rubackyté est actuellement professeur à l’université de Vilnius, au Conservatoire russe de Paris Serge-Rachmaninoff et enseigne régulièrement aux master classes de l'Académie Messiaen aux Pays-Bas. Elle participe également aux jurys des concours internationaux de Vilnius et de Riga.
En 1999, elle crée une version inédite pour piano et quintette à cordes du Concerto n°4 pour piano de Beethoven à la demande du Beethoven Archives.
En 2011 elle est membre du comité international pour le bicentenaire de la naissance de Franz Liszt. Elle organise à cette occasion de nombreux concerts lisztiens. À Paris, elle interprète la Sonate en si mineur à Gaveau et l'intégrale des Années de pèlerinages à Bastille. De son point de vue, Liszt reste encore « un célèbre inconnu (…) Il n'y a pas un seul Liszt, mais plusieurs ». En 2012 le ministère de la Culture de Hongrie lui attribue le prix « Pro Cultura Hungarica » pour la promotion de l’héritage de Franz Liszt.
En 2020, elle fait paraître son autobiographie, intitulée Née sous un piano, dans laquelle elle livre des anecdotes sur son parcours d'enfant-prodige et son rôle actif dans la difficile et longue acquisition de l'indépendance lituanienne.

## Rôle culturel en Lituanie
L'État Lituanien a reconnu à plusieurs reprises son rôle important dans la promotion de la culture lituanienne. En 1998, elle reçoit, en même temps que Yehudi Menuhin la Légion d'honneur, qui consacre également son engagement pour l'indépendance du pays pendant l'ère soviétique. En 2009, Vilnius devient une Capitale européenne de la culture. Muza Rubackyté est l'ambassadrice officielle de cette labellisation. Elle fonde à cette occasion un nouveau festival bi-annuel, Vilnius Piano Festival. Elle préside également la société lisztienne de Lituanie.

## Enregistrements
Muza Rubackyte a publié une vingtaine de disques, notamment chez Lyrinx, Brilliant Classics et Doron music
Son intégrale des Années de Pèlerinage publiée en 2004 a rencontré un grand succès critique. Selon John von Rhein de Chicago Tribune, il s'agit d'un « des meilleurs pianistes à avoir enregistré ce cycle ». Pour BBC Music Magazine, ces « Années de pèlerinages constituent l'une des meilleurs versions du cycle ».
| Titre                                                                                   | Label              | Date | Commentaire                                |
| --------------------------------------------------------------------------------------- | ------------------ | ---- | ------------------------------------------ |
| Leopold Godowsky - Sonate pour piano en mi mineur. Karol Szymanowski : 9 Préludes op. 1 | Ligia Digital      | 2020 |                                            |
| Franz Liszt / Franz Schubert — De la valse à l’abîme                                    | Lyrinx             | 2018 |                                            |
| Franz Liszt Parcours Satanique                                                          | Lyrinx             | 2010 |                                            |
| Franz Liszt — Années de Pèlerinage (intégrale 3 CD)                                     | Lyrinx             | 2004 |                                            |
| Domenico Scarlatti — 19 Sonates                                                         | Lyrinx             | 2002 |                                            |
| Johannes Brahms — Intégrale des Sonates pour piano et violon                            | Lyrinx             | 1997 | Avec Tedi Papavrami (violon)               |
| Franz Liszt — Les Études de Liszt, vol. 1                                               | Lyrinx             | 1997 |                                            |
| Franz Liszt — Piano Works                                                               | Lyrinx             | 1992 |                                            |
| Frédéric Chopin (op.65) / Sergueï Rachmaninov (op.19) — Sonates                         | Brilliant Classics | 2004 | Avec Hans Roelofsen (contrebasse)          |
| Dimitri Chostakovitch — 24 Préludes et Fugues op.87                                     | Brilliant Classics | 2007 |                                            |
| César Franck — Œuvres pour piano et musique de chambre                                  | Brilliant Classics | 2008 |                                            |
| Ludwig van Beethoven : Triple concerto et Fantaisie Chorale                             | Doron/Rue Stendhal | 2011 |                                            |
| Franz Liszt — Concerto n°1 & 2 & Ruines d'Athènes (d'après Beethoven)                   | Doron/Rue Stendhal |      |                                            |
| Concertos de Chostakovitch, Prokofiev et Schnittke                                      | Doron/Rue Stendhal |      |                                            |
| Camille Saint-Saëns — Concerto n°5, l'égyptien et Concerto n°2                          | Doron/Rue Stendhal | 2014 | Enregistrement Live                        |
| Récital Beethoven, Scriabine, Chostakovitch au Wigmore Hall de Londres                  | Opera Production   |      |                                            |
| Récital Chopin, Ciurlionis, Prokofiev au Wigmore Hall de Londres                        | Opera Production   |      |                                            |
| M. K. Čiurlionis — Œuvres pour piano (vol. 1)                                           | Marco Polo         | 1993 | Réédité en 2011 par Naxos/Brillant Classic |
| M. K. Čiurlionis — Œuvres pour piano (vol. 2)                                           | Marco Polo         | 1993 | Réédité en 2011 par Naxos/Brillant Classic |
| Ludwig van Beethoven, Concerto N°4 pour piano et Quintette à cordes                     | Lontano/Warner     |      |                                            |